# Antuco
Antuco je neaktivní stratovulkán nacházející se v centrální části Chile, na jihozápadním břehu jezera Laguna de la Laja. Sopka má poměrně komplikovaný vývoj. Její historie sahá až do konce pliocénu, když byly vytvořeny prvotní stratovulkány Sierra Veluda a Cerro Condor čedičově-andezitového složení. Samotný vulkán Antuco se začal formovat později, po destrukci starších forem a vytvoření kaldery s průměrem 5 km. Během 18. a 19. století bylo zaznamenáno několik erupcí, poslední v roce 1869.